# 指南宮

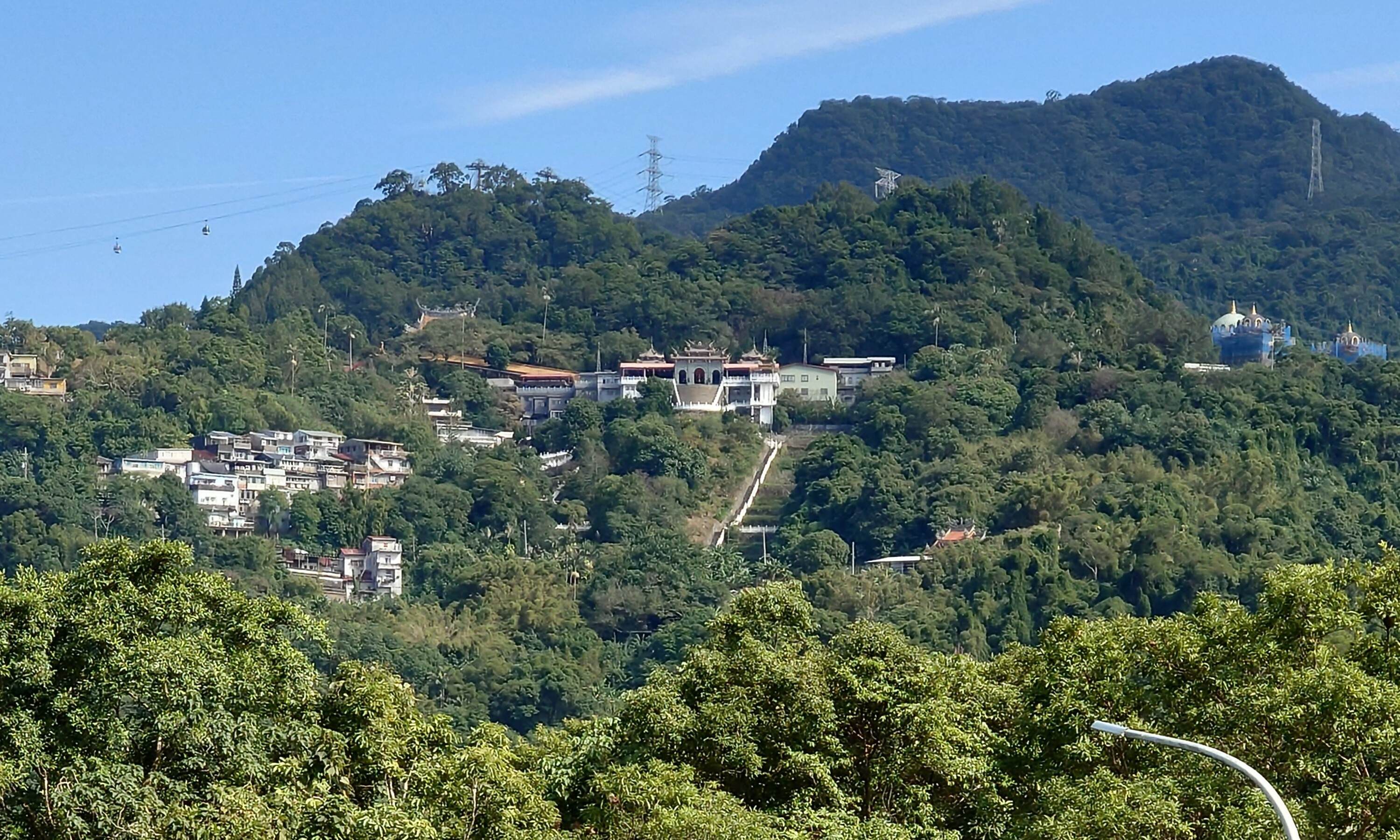
自政大校園遙望指南宮，後方貓空纜車行經且設有指南宮站

指南宮，是臺灣臺北市知名的呂祖廟，位于臺北市文山區指南山（東郊猴山），地理位置海拔285公尺，視野極佳得以遠眺台北盆地。全寺依山而建腹地近80公頃，為北臺灣道教聖地之一。俗稱木柵仙公廟，以主祀孚佑帝君也就是八仙中的「呂仙公」（即呂純陽、呂洞賓）緣故而得名。
指南宮除為道教宮廟，亦按「三教合流」的理念，兼祀儒、釋二教聖賢。指南山被譽為「指示諸生行正路，南傳大道說玄機」的天下第一靈山。從山下遙望指南宮有「深山藏古寺，蒼茫接雲霄」壯濶之感，為宗教、登山與旅遊的勝地
指南宮原是中華民國道教會（中華道教總會）附設之中華道教學院校址。後來，中華道教學院上課地點改至中華民國道教會，松山天寶聖道宮為典禮場所。指南宮於2024年9月7日在原址成立指南宮教育文化推廣中心暨中華道學高等研究院，推廣呂洞賓信仰和以道教為尊的三教思想。

## 歷史沿革
相傳指南宮奉祀的主神純陽祖師，係於光緒八年（1882），艋舺縣丞王斌林來台履任時，自山西永樂宮分靈渡海迎奉來台。初時呂仙祖由艋舺（今台北市萬華區）剝皮寮王家崇奉于「玉清齋」，開堂濟世，仙鸞顯化，靈應著名，各地百姓紛踴前來，祈求神靈保佑，解厄消災。
其後景尾街（即今文山區景美）一度瘟疫，許多鄉民因而不治；仕紳自艋舺恭迎呂仙祖寶像至景尾奉祀，並結成肫風社，正鸞生高標旺於該社濟世，感化教化行善之理，幸得神恩庇蔭，瘟疫止息。更有雙目失明而重見光明者、多年未有子息而求助呂仙公後得子者，遂令前往頂禮膜拜的信眾日多。由是，地方仕紳感於神澤廣被，張通舍、王月二人獻地，劉廷籓、劉廷玉與劉廷獻等兄弟樂捐、倡議建廟，普獲善信支持。此時，中和有呂家兄弟將神靈分香，迎至當地奉祀，後為中和竟南宮。
肫風社主幹，乃於光緒庚寅之歲（光緒十六年，1890年），眾善信敦請神諭擇地，穴選木柵猴山坑，因而披荊斬棘，啟建山林，在現址建指南宮，此是指南宮開基立祀的根源，即今日純陽寶殿；於今已逾百廿餘載。
1920年至1959年，指南宮曾多次擴建。1961年，來自瑞芳李家的礦業鉅子、臺灣省議員李建和獲信眾推舉為董事長，在任十年大幅整建奠定如今規模。1971年李建和逝世，廟方於指南宮後側修建銅像暨紀念碑紀念。1991年開始，以不改變殿宇本貌為原則，指南宮進行為時七年的重建本殿工程。

## 各殿祀神

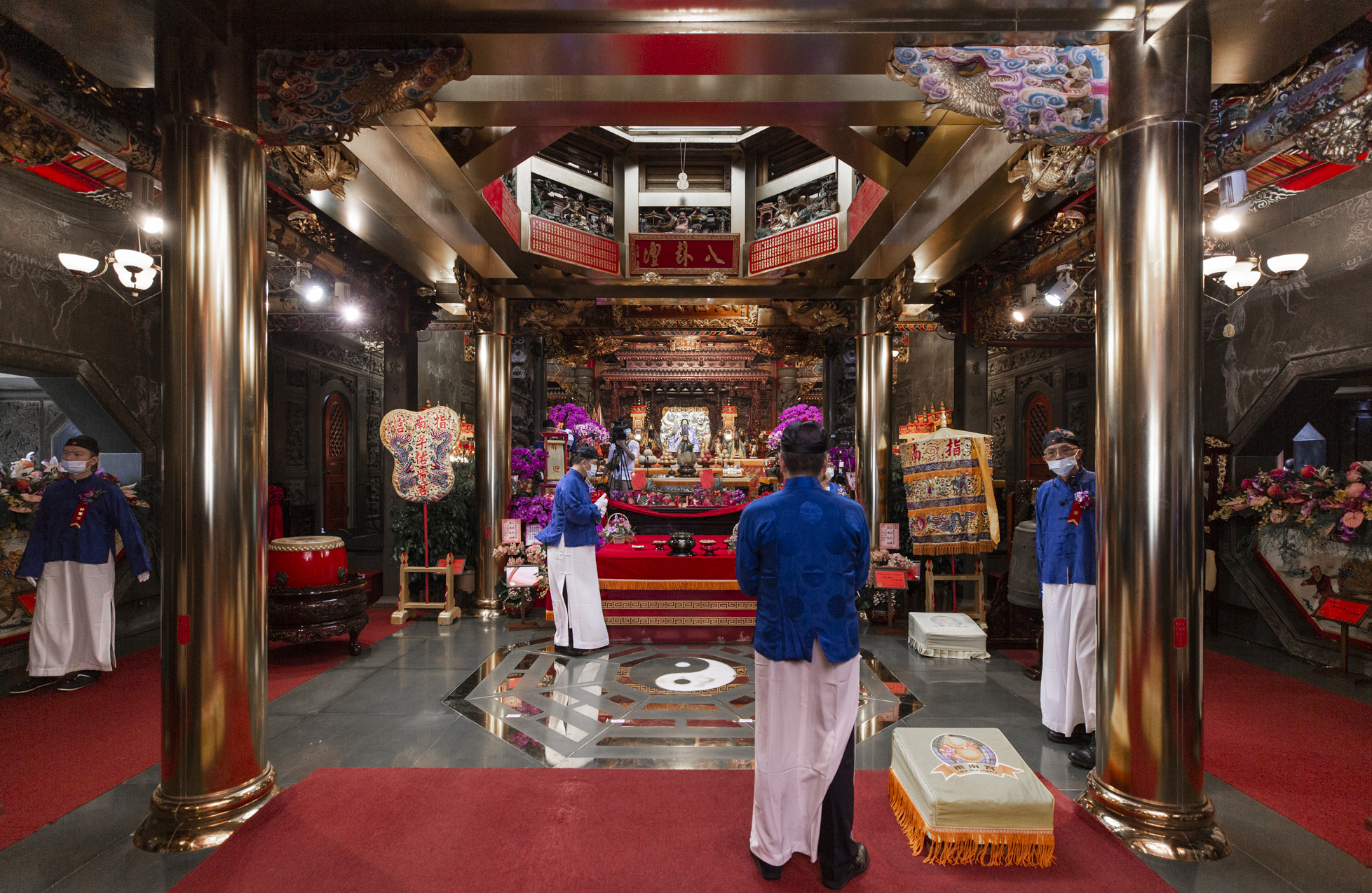
純陽寶殿正殿內祀奉孚佑帝君

指南宮為儒道釋三教合流的宏偉叢林。從最早供奉呂祖的純陽寶殿外，陸續完成了大成殿、凌霄寶殿、大雄寶殿、地藏王寶殿，可謂五殿同立。
純陽寶殿爲呂祖在世間駐蹕的行宮，是祈福消災、廣化群生的功德道場，中懸著「天下第一靈山」的牌匾。曾於1920年及1959年重修，但以年湮代遠，風雨侵蝕，原結構材質等老舊，有安全堪虞，1991年時任主任委員高忠信先生爲求聖業千秋，根基永固，以及維護聖蹟風格，在保存莊嚴原貌的原則下，採擇堅固耐久之金石建材，鳩工整建，使傳統之巍峨寶殿，永護國運昌隆，長保萬民康寧。1990年山西永樂宮將一尊七百餘年歷史的元代漢白玉呂洞賓聖像，請駕到指南宮與國父紀念館展出。展覽結束後永樂宮仿刻該廟呂祖雕像，另塑一尊漢白玉雕像贈與指南宮。2003年指南宮迎請呂祖聖像來台，在純陽寶殿內的右側建置了「山西呂祖聖尊寶殿」永久奉祀。

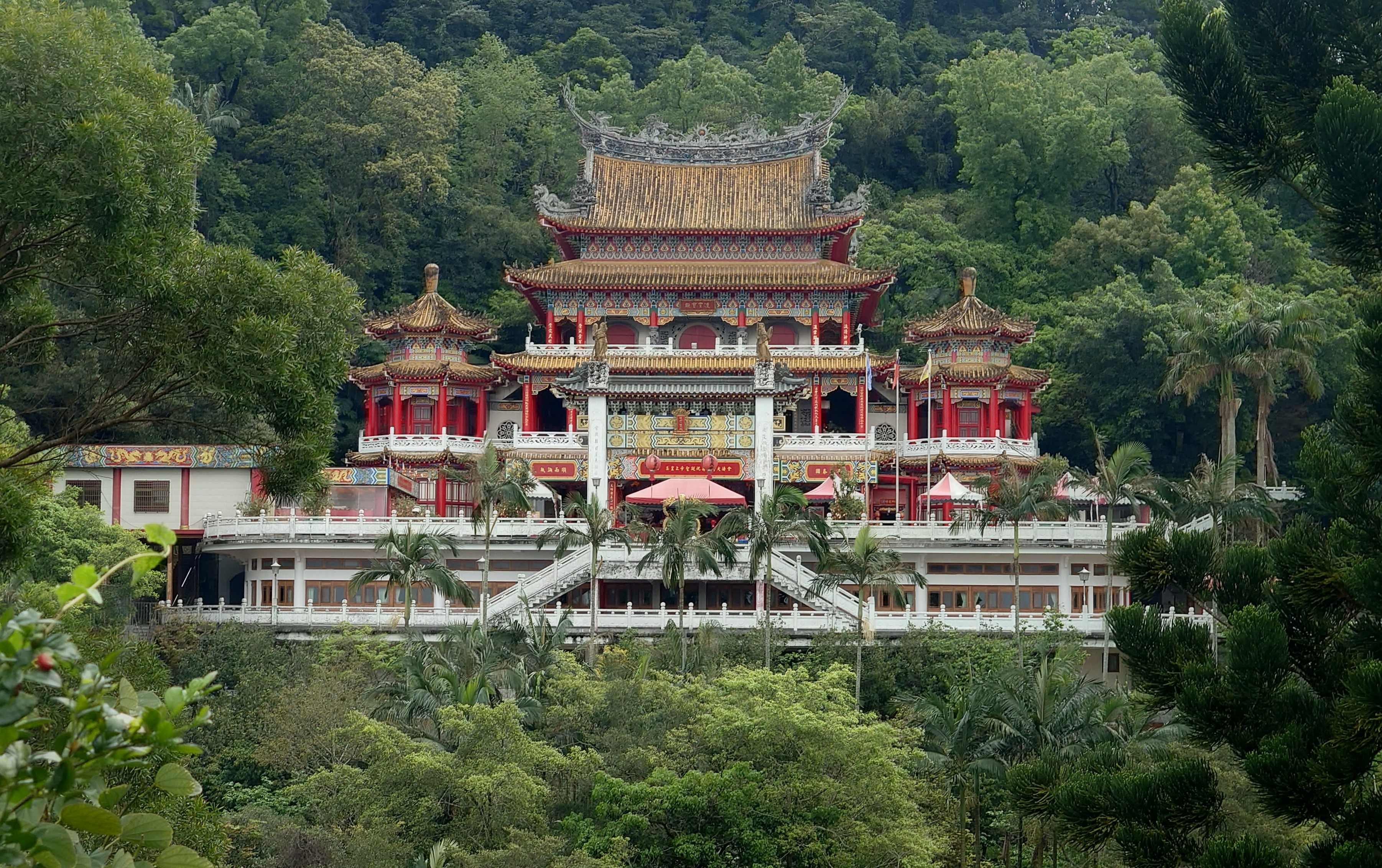
凌霄寶殿

凌霄寶殿亦稱玉皇殿，奉祀玉皇上帝及三官大帝。位於純陽寶殿右後方，背山而建，是一棟造形宏偉的宮殿式建築， 於1963年興工，1966年落成，全殿二千三百六十餘建坪，氣勢宏偉，直上雲霄，是指南宮中最高的殿宇，是各種法會之重要場所，終年香客不絕，煙香繚繞。內有三清殿奉祀元始、靈寶、道德三清道祖，即道教之道、經、師三寶，是道教崇奉的先天無極界最高靈神。

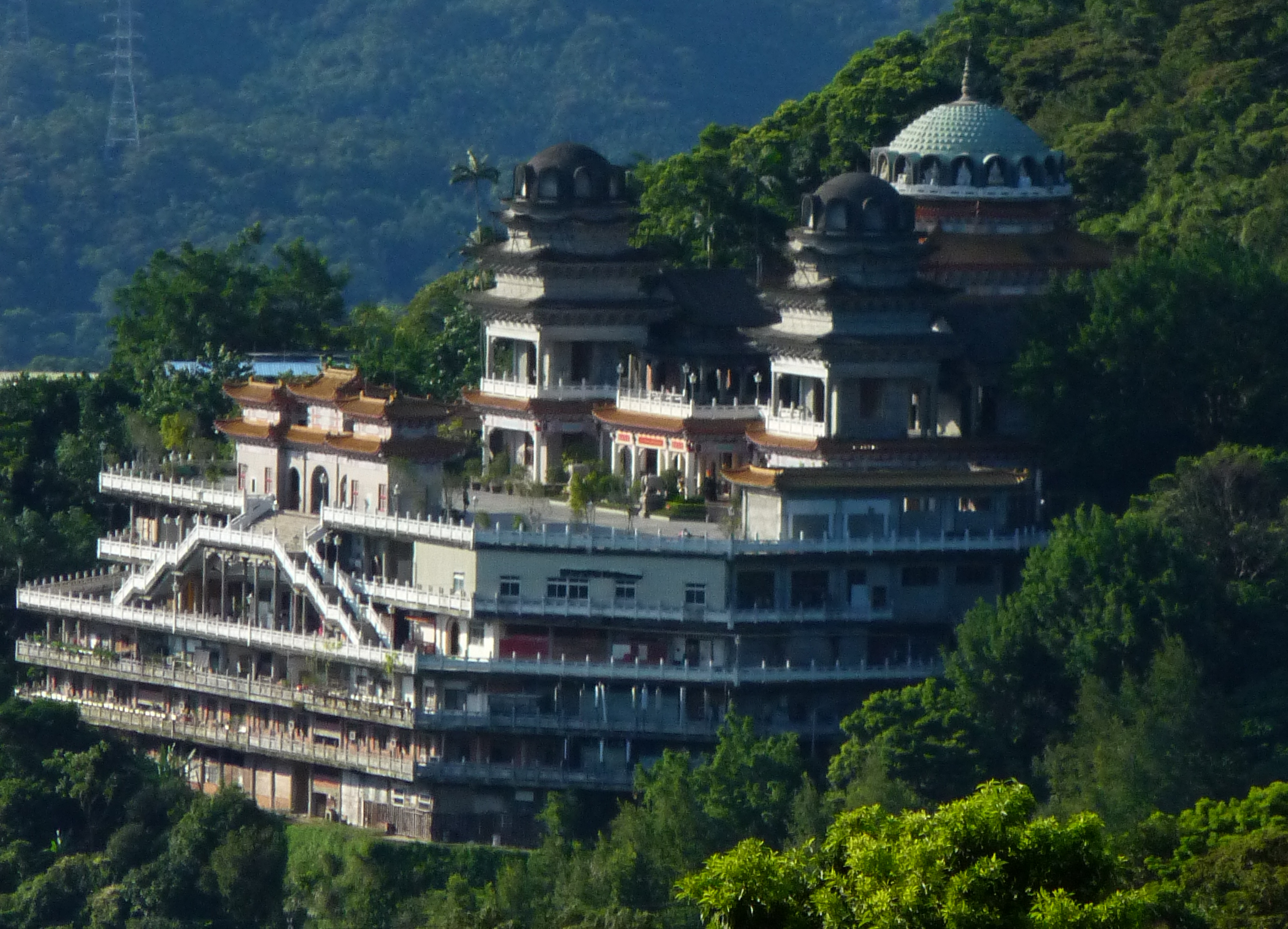
大雄寶殿

大雄寶殿原為1933年末新建「觀音殿」，後因年代久遠，於1973年重行規劃興工，高七層，二千七百五十餘建坪，又稱佛祖殿，奉祀三寶佛：釋迦牟尼佛、阿彌陀佛、藥師佛與觀音菩薩。
大成殿原址為今地藏王寶殿，現設在純陽寶殿右殿，奉祀儒家三聖至聖先師孔子、亞聖孟子、宗聖曾子。
各殿的設計建築，巍峨雄偉，壁畫石刻，雕樑畫棟，全是名家精心傑作，充分表現中國傳統的建築藝術風格。石雕為張火廣作品。
此外，還有奉祀土地公的福德祠，祠前有依地理風水而建的七星池，沿著池旁的石階往上走，可到指南宮迴廊，飽覽木柵觀光茶園的景色。而遍植奇花異卉的指南宮觀光樂園，豢養了各種珍禽異獸及天然鳥園，由於木柵動物園的開放，現不對外開放。
- 純陽寶殿：為主殿，主祀呂仙公。
- 凌霄寶殿：李重耀所設計的二層樓建築，主祀三清道祖、玉皇大帝、王母娘娘與諸位帝君、星君。
- 大雄寶殿：為佛教道場，廣場前門依儀規設有天王殿，即供有彌勒佛像與四大天王像。
- 大成殿：主祀孔子、孟子、曾子。
- 地藏王寶殿：主祀地藏王菩薩

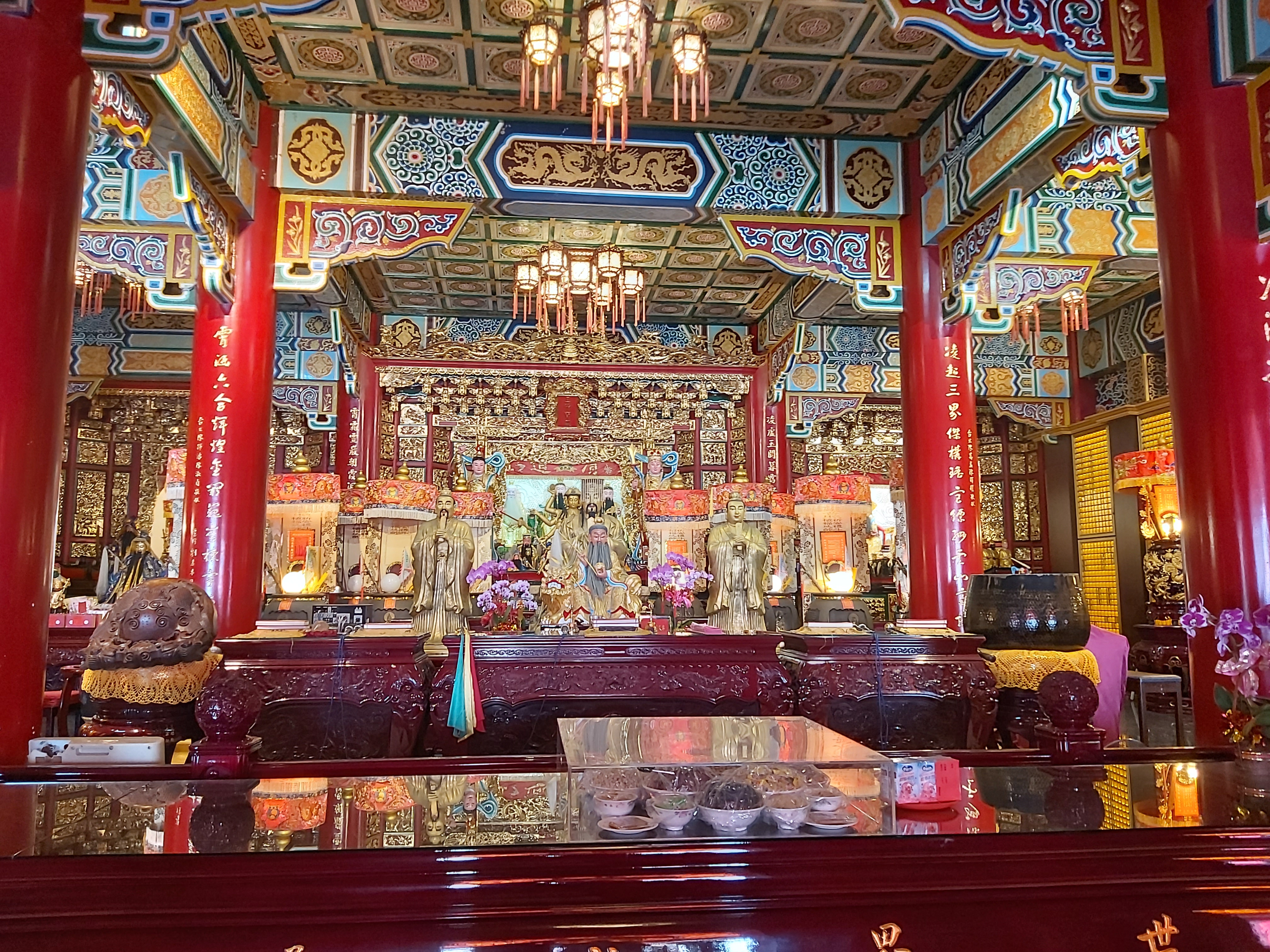
凌霄寶殿三清殿三清道祖、斗姥天尊、紫微大帝、太乙救苦天尊等諸神寶像
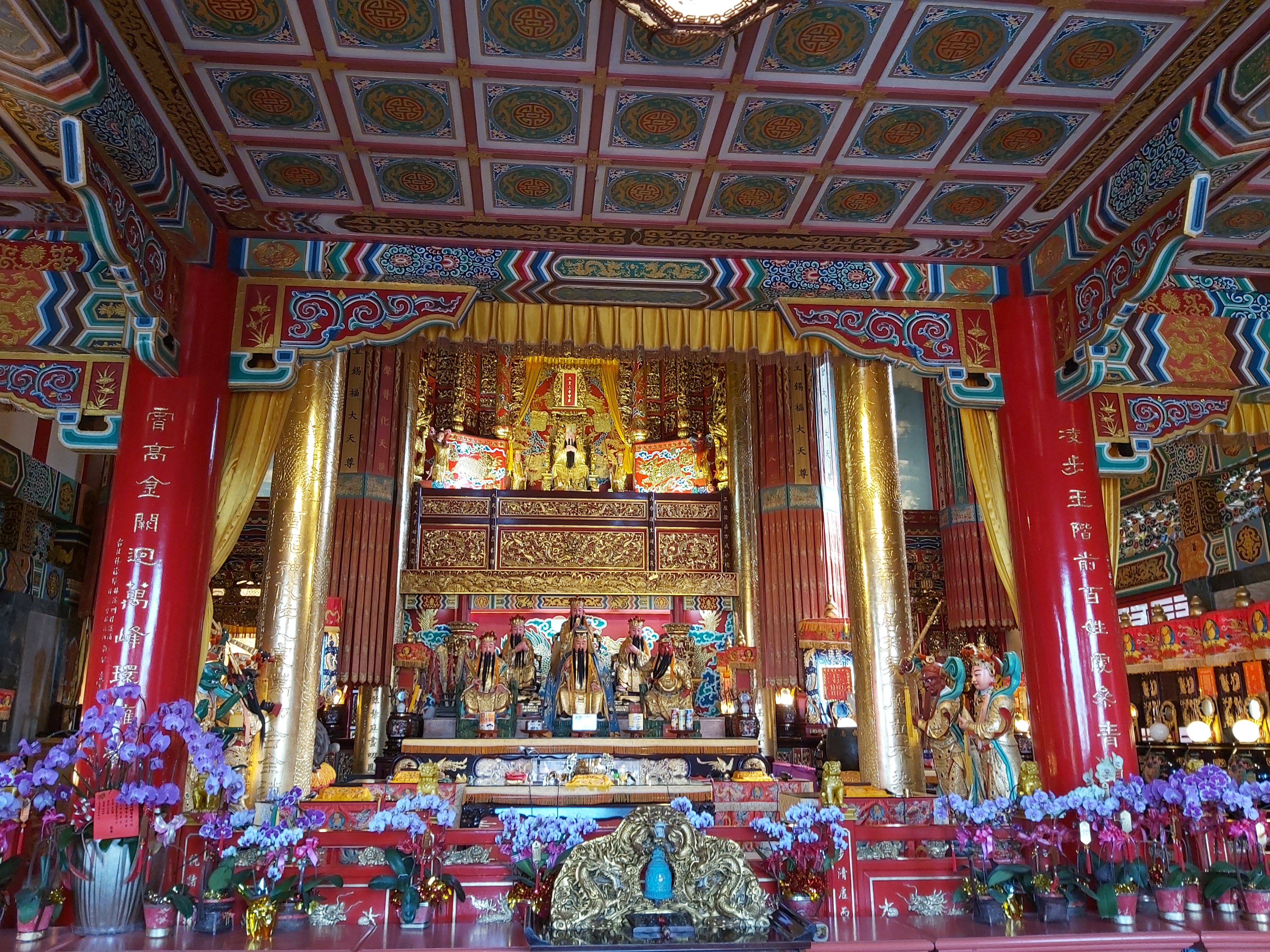
凌霄寶殿玉皇上帝（上層）、三官大帝暨五恩主（下層）寶像
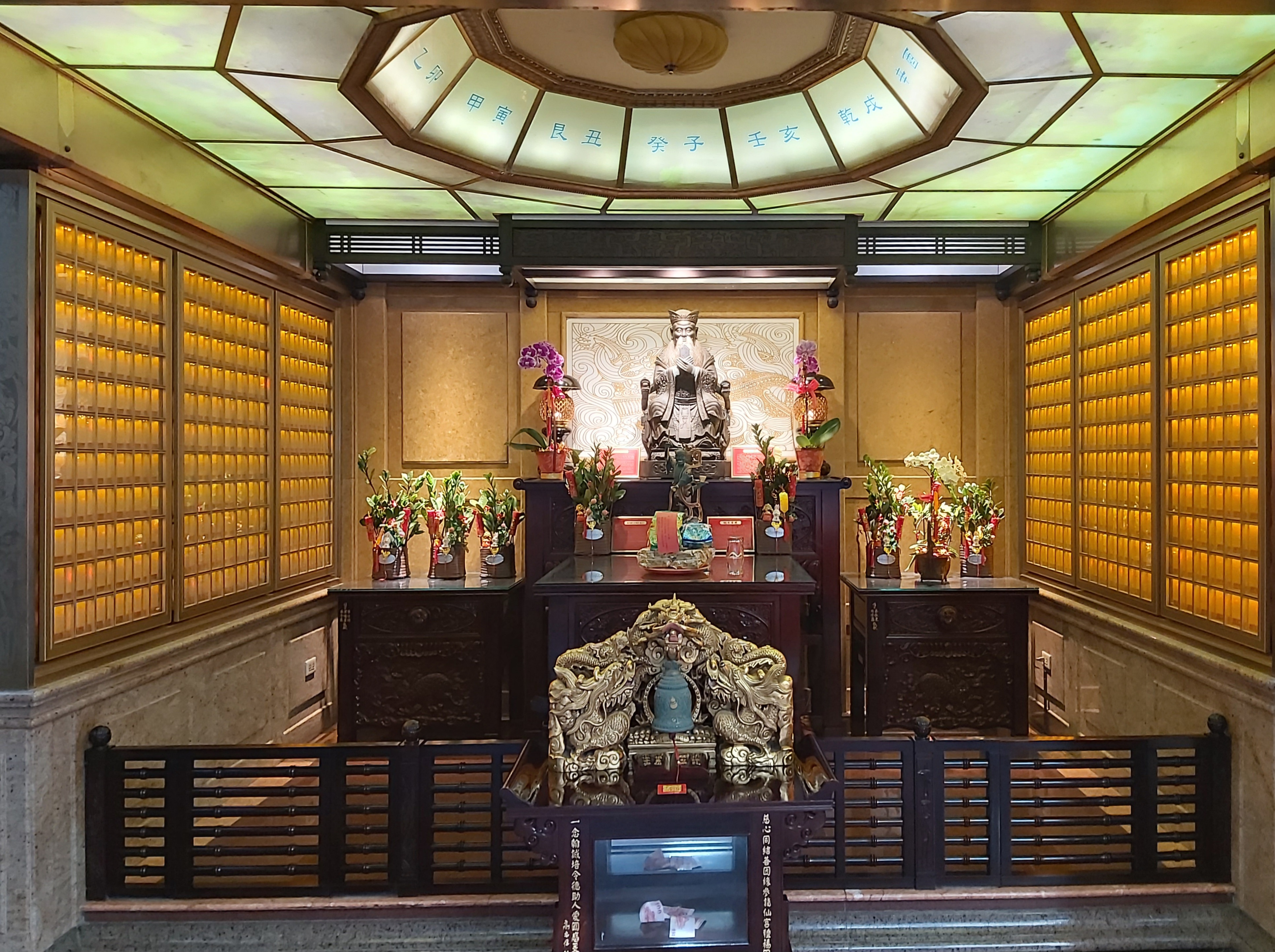
大成寶殿孔子聖像（純陽寶殿右殿）
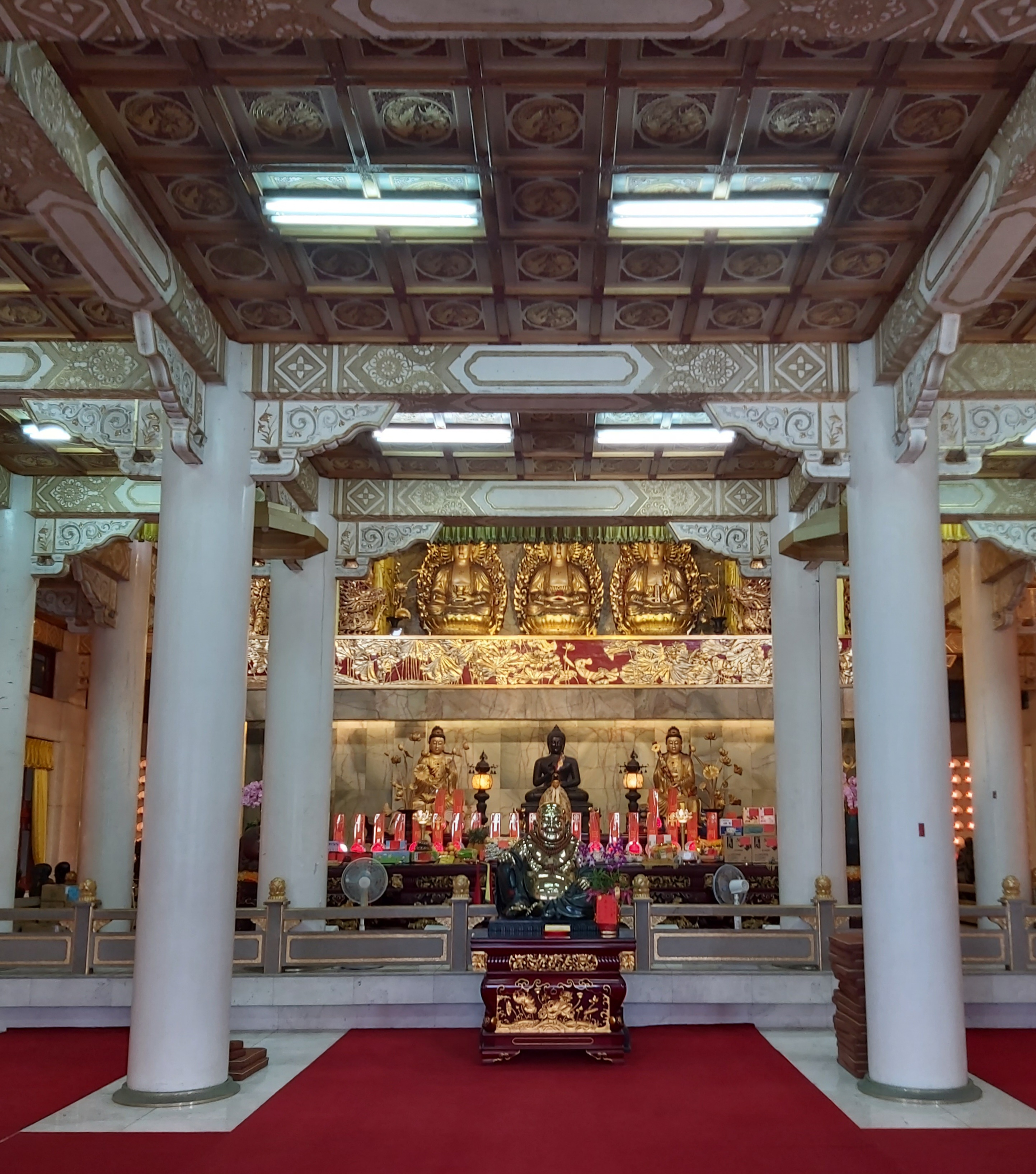
大雄寶殿三世佛（上層）及泰國佛尊、文殊菩薩與普賢菩薩暨彌勒佛（下層）佛像

## 宏教及服務

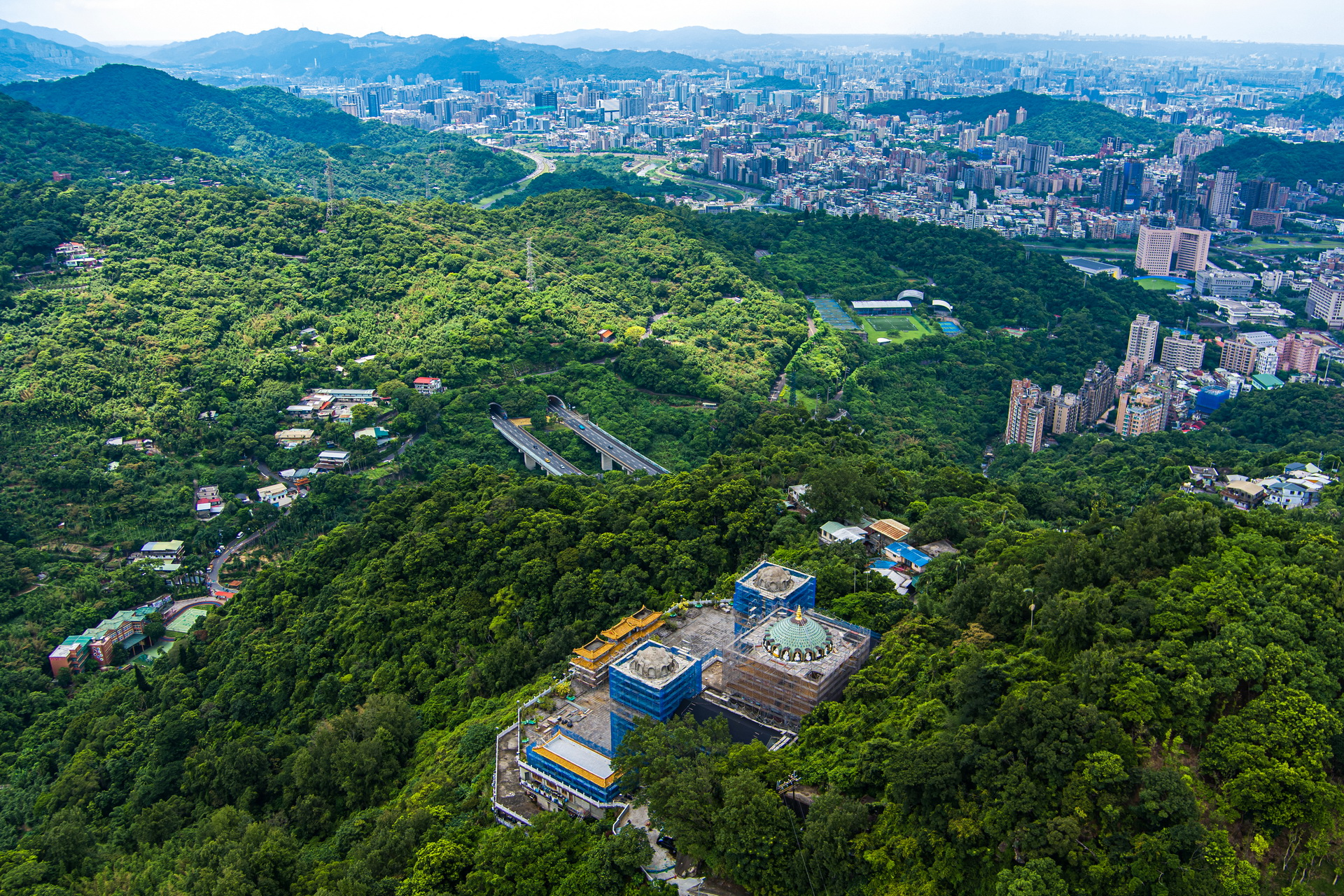
自指南宮附近空拍台北盆地南緣

指南宮以宗教、教育、慈善、文化、藝術、自然生態六大志業來弘揚呂祖精神與道學文化。
頌揚母愛的慈母像、為慎終追遠在大雄寶殿而設的往生祿位。舉行祈福大典，如1998年12月3日至12月12日進行的「護國祈安羅天大醮」，集合世界各地道教會長及會員，共同祈禱風調雨順、國泰民安。指南宮登山步道及與臺北市府合作開發位於指南宮後方的指南露營場，是休閒活動的好地方，亦是假日時各社團青年活動的極佳場所。配合政府救濟政策，興辦貧民救助，各項急難救濟，冬令賬濟，免費供膳，設置獎學金，濟助清寒學子等慈善服務工作，均不遺餘力。1995年，文山區成立老人輔導中心，指南宮專案挑起輔導事宜。

## 外部連結
- 官方网站 （页面存档备份，存于）
- 指南宮文化研究中心的Facebook專頁
- 道教學術資訊網站--清 （页面存档备份，存于）
- 指南宮貓空親山步道 臺北市政府工務局大地工程處 （页面存档备份，存于）
- 指南宮貓空步道 - 自然步道協會 （页面存档备份，存于）
- 指南宮   臺北旅遊網 （页面存档备份，存于）
- 指南宮   交通部觀光局 （页面存档备份，存于）